# Drum național 68B
Der Drum național 68B (rumänisch für „Nationalstraße 68B“, kurz DN68B) ist eine Hauptstraße in Rumänien. 

## Verlauf
Die Straße zweigt in Hațeg vom Drum național 66 (Europastraße 79) ab und führt über Hunedoara (deutsch Eisenmarkt, ungarisch Vajdahunyad) zum östlichen Stadtrand von Deva, wo sie am Drum național 7 endet.
Die Länge der Straße beträgt 26 Kilometer.